# ニコラウス・メイヤー＝メルンホフ
ニコラウス・メイヤー＝メルンホフ、 （Nikolaus "Niki" Mayr-Melnhof 1978年11月9日-）は、オーストリアのレーシングドライバー。彼は以前、FIA GT1世界選手権で活躍したことで知られる。

## 経歴
2008年に彼はジェタリアンス・レーシングチームが運営するアストンマーティン・V8ヴァンテージN24でGT4ヨーロピアンカップに出場し、シルバーストンとオシャースレーベンでシーズン最初のレースに勝利した。  2010年に彼はFIA GT3ヨーロッパ選手権のチームS-ベルグから、BMWアルピナB6 GT3で、マーティン・マスジェクと第2レースで4位となる。その年の後半、FIA GT1世界選手権デビューを果たし、アレッサンドロ・ピエール・グイディとヘーガースポーツのマセラティ・MC12を運転した。 2011年は、アルベルト・フォン・トゥルン・ウント・タクシスのチームメイトとしてランボルギーニ・ガヤルドで開催されたFIAGT3ヨーロッパ選手権に参加した。ナバラとポールリカールでレースに勝利し、順位で8位でフィニッシュした。彼はまた、ブランパン耐久シリーズの3ラウンドレースに参戦した。
2012年のGT1世界選手権でオーストリアの仲間であるマティアス・ラウダと共に参戦した。

## レース記録

### FIA GT1世界選手権
| 年     | チーム                      | 使用車両    | 1         | 2         | 3        | 4         | 5        | 6        | 7         | 8        | 9        | 10       | 11       | 12       | 13       | 14        | 15       | 16       | 17       | 18         | 順位 | ポイント |
| ------ | --------------------------- | ----------- | --------- | --------- | -------- | --------- | -------- | -------- | --------- | -------- | -------- | -------- | -------- | -------- | -------- | --------- | -------- | -------- | -------- | ---------- | ---- | -------- |
| 2012年 | Vita4 One・レーシングチーム | BMW・Z4 GT3 | NOG QR 12 | NOG CR 11 | ZOL QR 5 | ZOL CR 14 | NAV QR 7 | NAV QR 6 | SVK QR 10 | SVK CR 7 | ALG QR 5 | ALG CR 8 | SVK QR 2 | SVK CR 3 | MOS QR 7 | MOS CR 10 | NUR QR 9 | NUR CR 5 | DON QR 8 | DON CR Ret | 12位 | 56       |